# Conjunt fàbrica i habitatge El Tint de Dalt
El Conjunt fàbrica i habitatge El Tint de Dalt és una obra de Vilassar de Dalt (Maresme) protegida com a bé cultural d'interès local.

## Descripció
És el conjunt arquitectònic del Tint de Dalt format per la nau industrial, una guarderia infantil, la torre (residència) de l'industrial i una altra construcció sense un ús concret. Aquest conjunt d'edificis, units entre ells, formen un pati central tancat per una paret amb dues portes.
La construcció de la nau i del cos adossat on hi ha la guarderia, és de maó vist, murs arrebossats i pintats. Aquesta nau, abandonada, té planta baixa -rectangular- i pis i està coberta de teula, a dos vessants. Al murs hi ha obertures, facilitades per la disposició dels maons.
A continuació de la fàbrica trobem la casa de l'industrial, amb planta baixa i dos pisos, semblant en proporcions a la casa de cos, amb parets longitudinals de càrrega i coberta de teula. La façana principal barreja elements ornamentals, predominant l'estil neoclàssic -encoixinats, columnes, cornises, balcons...etc.-.

## Història
Se l'anomena "El Tint de Dalt" per la seva ubicació a la part alta de Vilassar i en relació amb una altra fàbrica de tints coneguda com a Tints de Baix. Té la particularitat de conservar una petita guarderia emprada pels infants de les mares treballadores.
Indústria paral·lela a la del sector tèxtil, nasqué vers la segona meitat del segle xix, formant part de la segona generació de fabricants de Vilassar.
Cap a 1960 deixà de funcionar. Més tard fou utilitzada com a fusteria, que tancarà al poc temps.
L'Ajuntament es va interessar per adequar-ho com a equipament municipal però el projecte es va desestimar. Actualment la fàbrica està abandonada encara que l'antiga casa de l'industrial continua essent un habitatge.